# Dražice (Benátky nad Jizerou)
Dražice (německy Draschitz) jsou vesnice, část města Benátky nad Jizerou v údolí Jizery v okrese Mladá Boleslav ve Středočeském kraji.

## Historie
První písemná zmínka o vesnici pochází z roku 1264.

## Obyvatelstvo
| Rok            | 1869 | 1880 | 1890 | 1900 | 1910 | 1921 | 1930 | 1950 | 1961 | 1970 | 1980 | 1991 | 2001 | 2011 | 2021 |
| -------------- | ---- | ---- | ---- | ---- | ---- | ---- | ---- | ---- | ---- | ---- | ---- | ---- | ---- | ---- | ---- |
| Počet obyvatel | 103  | 176  | 190  | 209  | 237  | 257  | 214  | 278  | 523  | 453  | 413  | 375  | 317  | 412  | 497  |
| Počet domů     | 14   | 19   | 21   | 25   | 30   | 35   | 39   | 59   | 90   | 81   | 89   | 96   | 98   | 114  | 128  |

## Obecní správa
Při sčítání lidu v letech 1869–1921 Dražice byly osadou obce Zdětín v okrese Mladá Boleslav. V letech 1930–1985 byly samostatnou obcí v okrese Mladá Boleslav. Od 1. ledna 1986 jsou částí města Benátky nad Jizerou v okrese Mladá Boleslav.

## Průmysl
V obci sídlí průmyslový podnik zabývající se výrobou ohřívačů vody neboli bojlerů Družstevní závody Dražice - strojírna založený zde v roce 1956.

## Pamětihodnosti
- Zřícenina hradu Dražice založeného před rokem 1264; až do roku 1526 byl správním centrem panství, pak bylo centrum přeneseno do Nových Benátek. Roku 1599 se již uvádí jako pustý.[7]
- Kostel svatého Martina

## Osobnosti
- Jan IV. z Dražic, pražský biskup

## Pověsti
Ve zříceninách hradu je uschována čarovná železná hůl, která sama od sebe tluče o zem v místě, kde je uložen poklad. Hůl si půjčuje čert, který s ní v pekle bije hříšníky.

## Fotografie

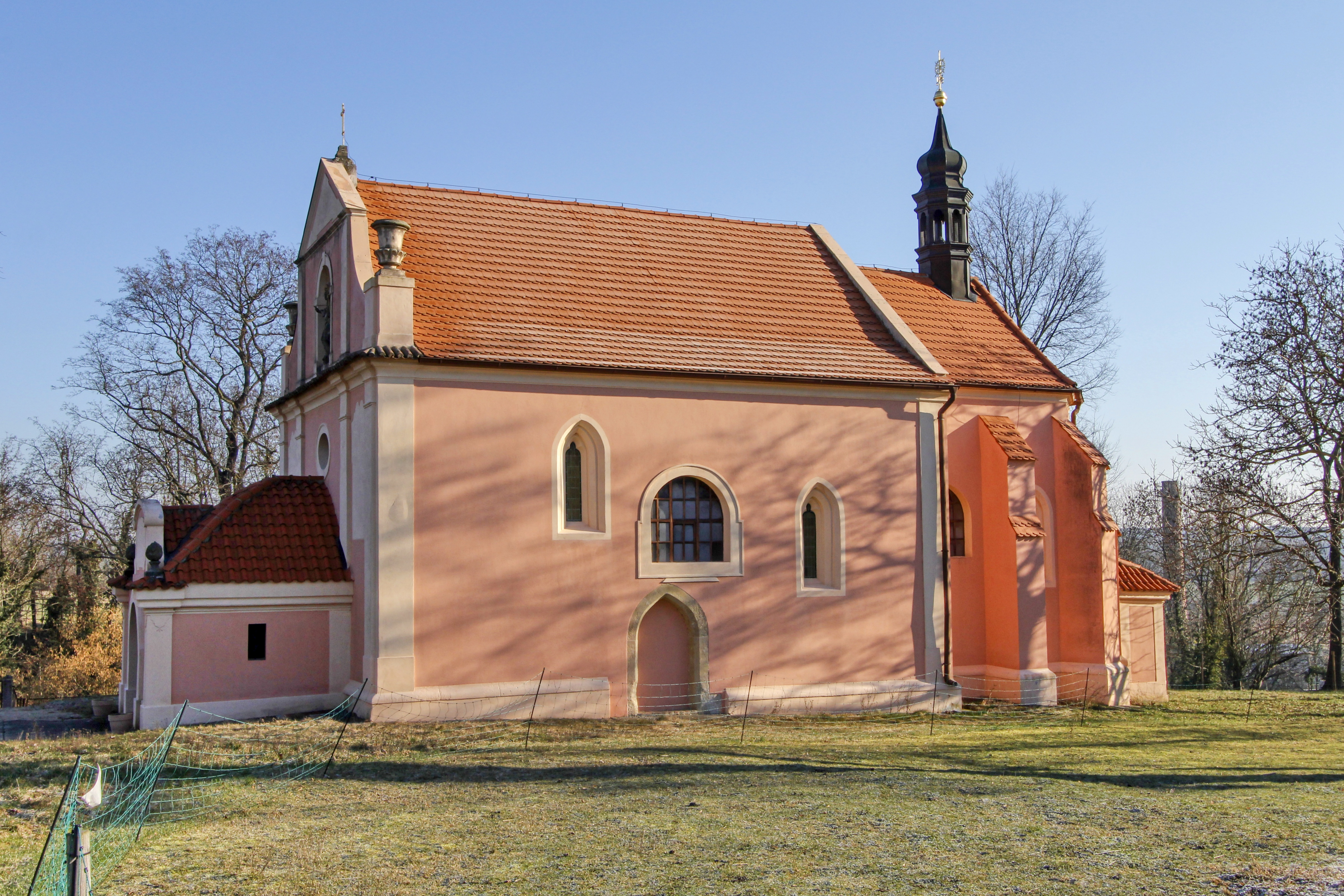
Kostel sv. Martina a sv. Ludmily
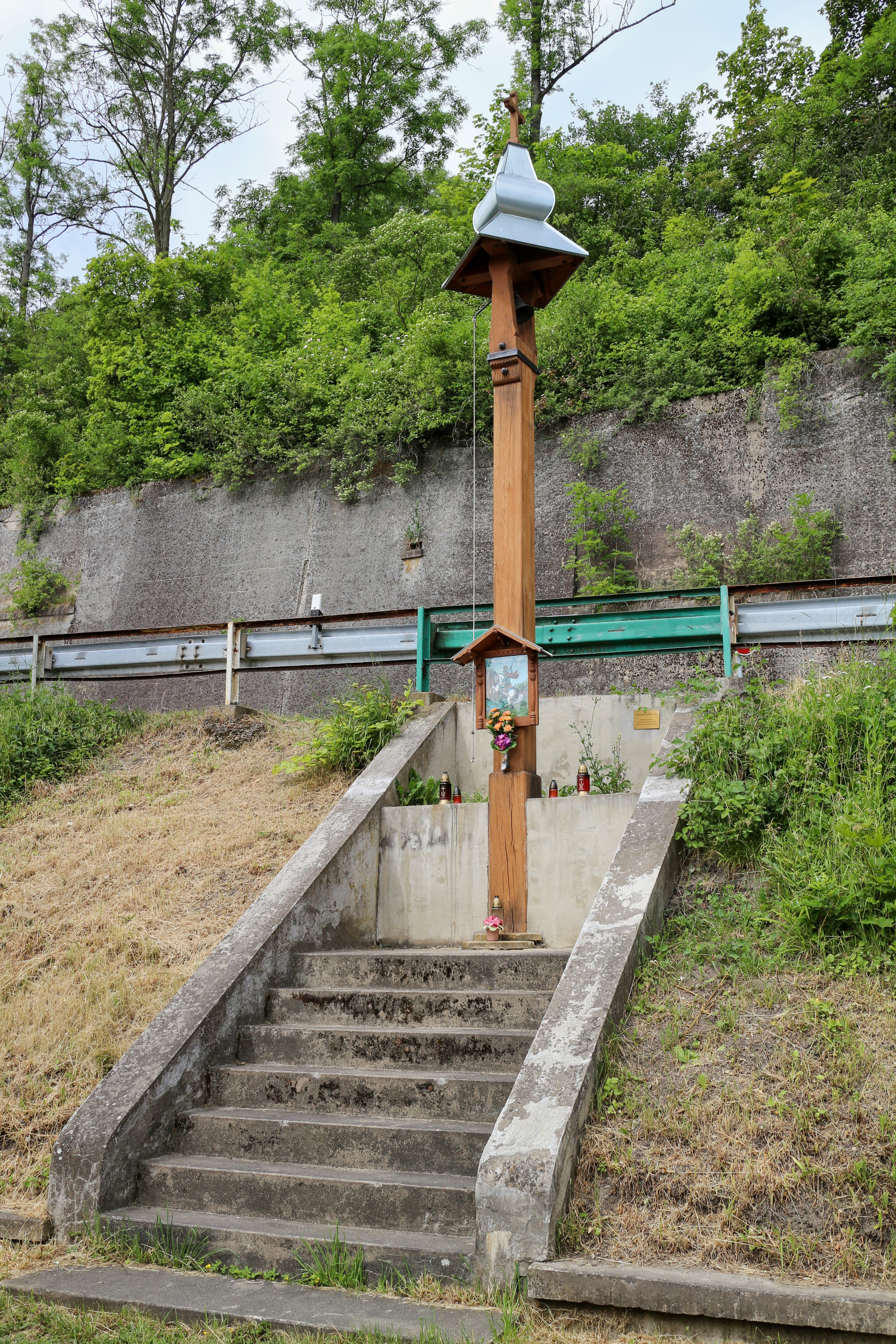
Zvonička pod hradem u mostu přes Jizeru
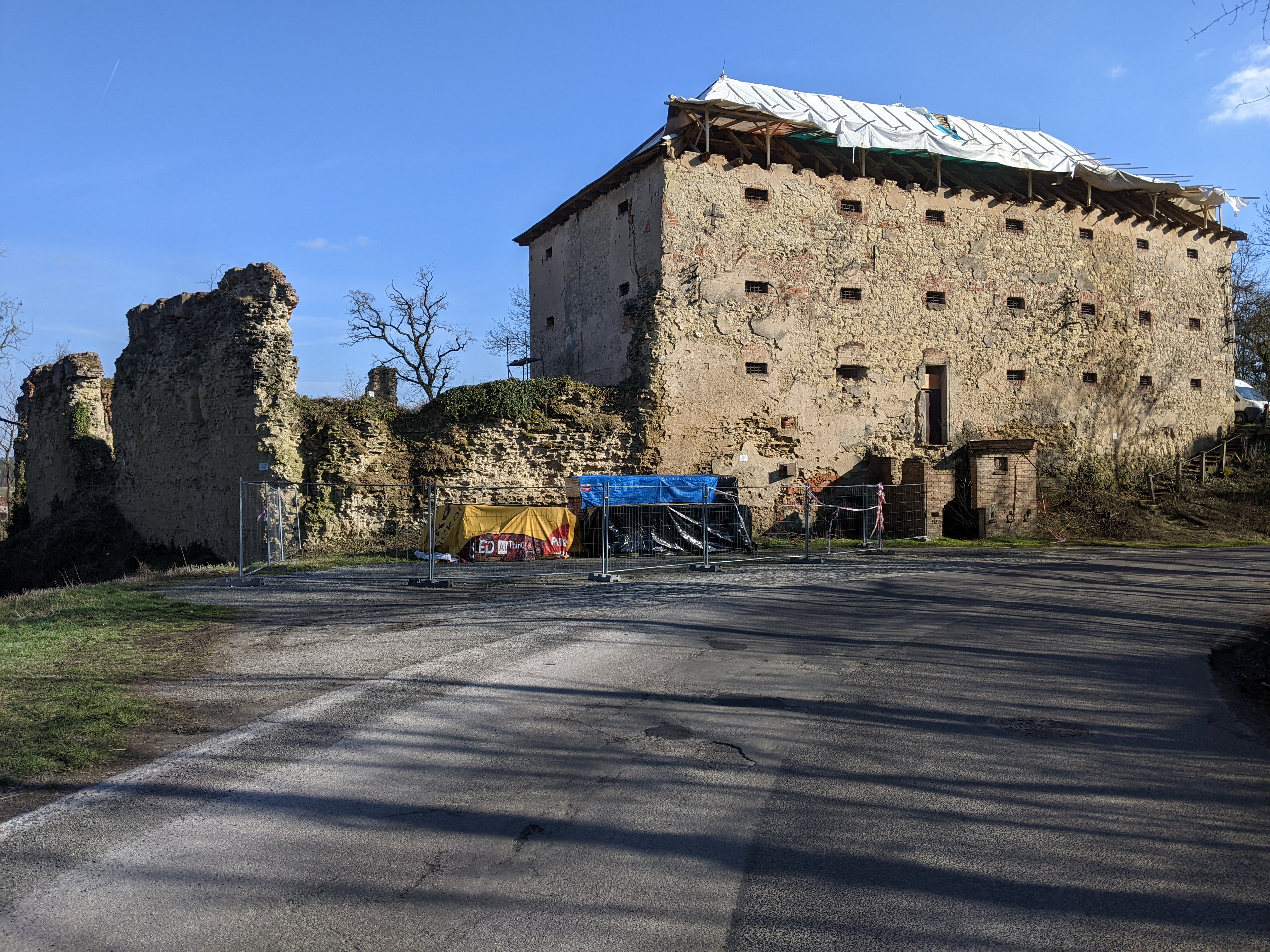
Oprava střechy hradní sýpky v roce 2023
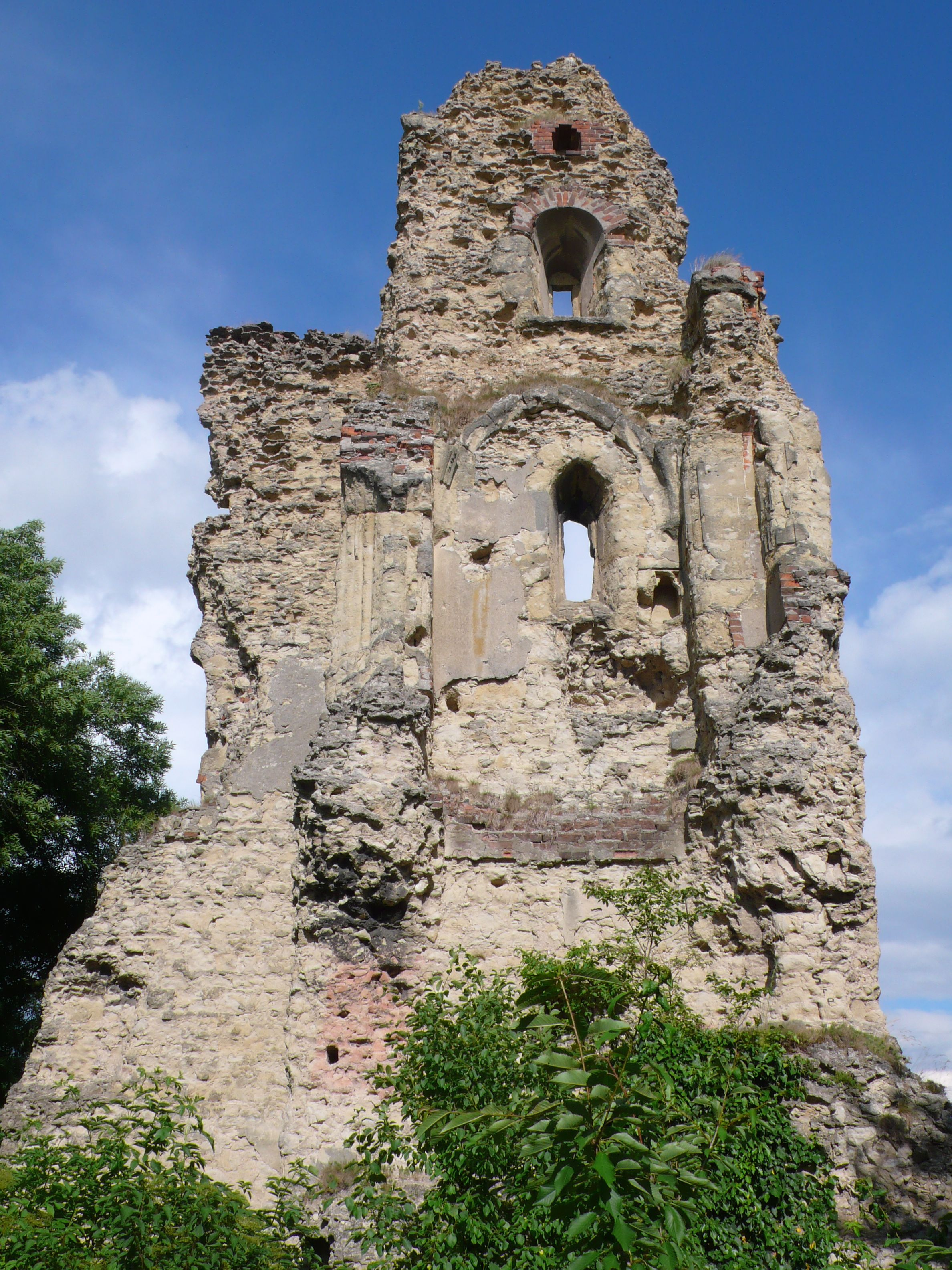
Část hradní zříceniny
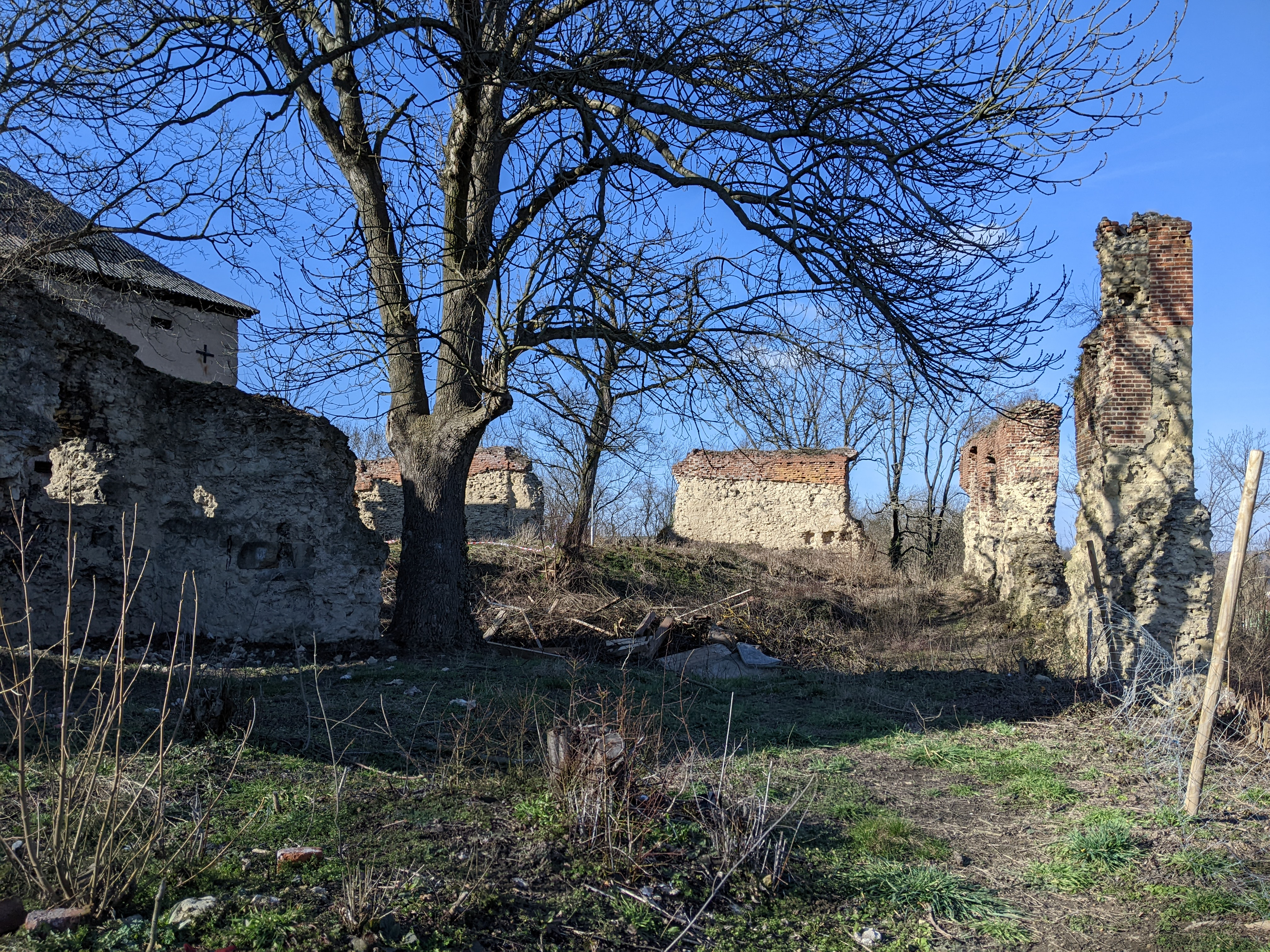
Zbytky hradních zdí